# Groupe 1 des éliminatoires du Championnat d'Europe féminin de football 2017
Navigation
Groupe 2
Cet article donne les résultats détaillés des matchs du Groupe 1 de la phase de groupes des éliminatoires pour l'Euro 2017 de football féminin.

## Classement
En fonction du règlement de l'UEFA relatif à cette compétition.
| Rang | Équipe            | Pts | J | G | N | P | Bp | Bc | Diff |  | Résultats (▼ dom., ► ext.) |     |     |     |     |      |
| ---- | ----------------- | --- | - | - | - | - | -- | -- | ---- |  | -------------------------- | --- | --- | --- | --- | ---- |
| 1    | Islande           | 21  | 8 | 7 | 0 | 1 | 34 | 2  | +32  |  | Islande                    |     | 1-2 | 4-0 | 2-0 | 8-0  |
| 2    | Écosse            | 21  | 8 | 7 | 0 | 1 | 30 | 7  | +23  |  | Écosse                     | 0-4 |     | 3-1 | 7-0 | 10-0 |
| 3    | Slovénie          | 9   | 8 | 3 | 0 | 5 | 21 | 19 | +2   |  | Slovénie                   | 0-6 | 0-3 |     | 3-0 | 8-1  |
| 4    | Biélorussie       | 9   | 8 | 3 | 0 | 5 | 10 | 20 | -10  |  | Biélorussie                | 0-5 | 0-1 | 2-0 |     | 6-2  |
| 5    | Macédoine du Nord | 0   | 8 | 0 | 0 | 8 | 4  | 51 | -47  |  | Macédoine du Nord          | 0-4 | 1-4 | 0-9 | 0-2 |      |

Départage des équipes à égalité

| Rang | Équipe      | Pts Groupe | Pts Égalité | Diff Égalité |
| ---- | ----------- | ---------- | ----------- | ------------ |
| 1    | Islande     | 21         | 3           | +3           |
| 2    | Écosse      | 21         | 3           | -3           |
| 3    | Slovénie    | 9          | 3           | +1           |
| 4    | Biélorussie | 9          | 3           | -1           |

- Qualifié directement pour l'Euro 2017
- Barragiste
- Éliminé de la compétition

## Résultats et calendrier
Le lien « Rapport » en bas de chaque feuille de match permet de voir davantage de détails vers la source UEFA.
| 22 septembre 2015 | Slovénie | 0 - 3   | Écosse             | Ajdovščina Stadium, Ajdovščina              |                                             |
| 16 h 00 HEC       |          | (0 - 1) | Little 28e 49e 59e | Spectateurs : 794 Arbitrage : Sandra Bastos | Spectateurs : 794 Arbitrage : Sandra Bastos |
| 16 h 00 HEC       | Rapport  |         |                    | Spectateurs : 794 Arbitrage : Sandra Bastos | Spectateurs : 794 Arbitrage : Sandra Bastos |

|             | Islande                               | 2 - 0   | Biélorussie | Laugardalsvöllur, Reykjavík                   |                                               |
| 20 h 45 HEC | Magnúsdóttir 30e · Brynjarsdóttir 73e | (1 - 0) |             | Spectateurs : 3,013 Arbitrage : Marija Kurtes | Spectateurs : 3,013 Arbitrage : Marija Kurtes |
| 20 h 45 HEC | Rapport                               |         |             | Spectateurs : 3,013 Arbitrage : Marija Kurtes | Spectateurs : 3,013 Arbitrage : Marija Kurtes |

| 19 octobre 2015 | Slovénie                                 | 3 - 0   | Biélorussie | Stanko Mlakar Stadium, Kranj                  |                                               |
| 15 h 00 HEC     | Tibaut 16e · Zver 65e · Linnik 68e (csc) | (1 - 0) |             | Spectateurs : 200 Arbitrage : Lina Lehtovaara | Spectateurs : 200 Arbitrage : Lina Lehtovaara |
| 15 h 00 HEC     | Rapport                                  |         |             | Spectateurs : 200 Arbitrage : Lina Lehtovaara | Spectateurs : 200 Arbitrage : Lina Lehtovaara |

| 22 octobre 2015 | Macédoine du Nord | 0 - 4   | Islande                                                         | FFM Training Centre, Skopje             |                                         |
| 13 h 30 HEC     |                   | (0 - 4) | M. Viðarsdóttir 9e 29e · Viggósdóttir 12e · Þorsteinsdóttir 17e | Spectateurs : 200 Arbitrage : Lois Otte | Spectateurs : 200 Arbitrage : Lois Otte |
| 13 h 30 HEC     | Rapport           |         |                                                                 | Spectateurs : 200 Arbitrage : Lois Otte | Spectateurs : 200 Arbitrage : Lois Otte |

| 23 octobre 2015 | Écosse                                                               | 7 - 0   | Biélorussie | Fir Park, Motherwell                            |                                                 |
| 20 h 45 HEC     | J. Ross 44e 67e · Weir 46e · Corsie 53e · Evans 69e · Love 89e 90+2e | (1 - 0) |             | Spectateurs : 1,367 Arbitrage : Carina Vitulano | Spectateurs : 1,367 Arbitrage : Carina Vitulano |
| 20 h 45 HEC     | Rapport                                                              |         |             | Spectateurs : 1,367 Arbitrage : Carina Vitulano | Spectateurs : 1,367 Arbitrage : Carina Vitulano |

| 26 octobre 2015 | Slovénie | 0 - 6   | Islande                                                                             | Lendava Sports Park, Lendava                   |                                                |
| 18 h 00 HEC     |          | (0 - 2) | Brynjarsdóttir 15e 86e · Þorsteinsdóttir 20e 65e · M. Viðarsdóttir 70e · Jessen 80e | Spectateurs : 800 Arbitrage : Esther Azzopardi | Spectateurs : 800 Arbitrage : Esther Azzopardi |
| 18 h 00 HEC     | Rapport  |         |                                                                                     | Spectateurs : 800 Arbitrage : Esther Azzopardi | Spectateurs : 800 Arbitrage : Esther Azzopardi |

| 27 octobre 2015 | Macédoine du Nord | 1 - 4   | Écosse                                 | FFM Training Centre, Skopje                          |                                                      |
| 13 h 30 HEC     | Rochi 44e         | (1 - 4) | Little 22e · Corsie 27e 28e · Weir 31e | Spectateurs : 100 Arbitrage : Anastasia Pustovoitova | Spectateurs : 100 Arbitrage : Anastasia Pustovoitova |
| 13 h 30 HEC     | Rapport           |         |                                        | Spectateurs : 100 Arbitrage : Anastasia Pustovoitova | Spectateurs : 100 Arbitrage : Anastasia Pustovoitova |

| 26 novembre 2015 | Macédoine du Nord | 0 - 2   | Biélorussie                        | FFM Training Centre, Skopje               |                                           |
| 13 h 00 HEC      |                   | (0 - 0) | Slesarchik 67e · Avkhimovich 90+3e | Spectateurs : 193 Arbitrage : Paula Brady | Spectateurs : 193 Arbitrage : Paula Brady |
| 13 h 00 HEC      | Rapport           |         |                                    | Spectateurs : 193 Arbitrage : Paula Brady | Spectateurs : 193 Arbitrage : Paula Brady |

| 29 novembre 2015 | Écosse                                                                          | 10 - 0  | Macédoine du Nord | St. Mirren Park, Paisley                      |                                               |
| 16 h 05 HEC      | J. Ross 3e 59e 61e 87e · Love 8e 40e 53e · Beattie 24e · Lauder 27e · Evans 35e | (6 - 0) |                   | Spectateurs : 1,304 Arbitrage : Vesna Budimir | Spectateurs : 1,304 Arbitrage : Vesna Budimir |
| 16 h 05 HEC      | Rapport                                                                         |         |                   | Spectateurs : 1,304 Arbitrage : Vesna Budimir | Spectateurs : 1,304 Arbitrage : Vesna Budimir |

| 8 avril 2016 | Écosse                              | 3 - 1   | Slovénie  | St. Mirren Park, Paisley                         |                                                  |
| 20 h 45 HEC  | J. Ross 19e 45e · Little 52e (pen.) | (2 - 1) | Erman 42e | Spectateurs : 1,367 Arbitrage : Monika Mularczyk | Spectateurs : 1,367 Arbitrage : Monika Mularczyk |
| 20 h 45 HEC  | Rapport                             |         |           | Spectateurs : 1,367 Arbitrage : Monika Mularczyk | Spectateurs : 1,367 Arbitrage : Monika Mularczyk |

| 12 avril 2016 | Biélorussie | 0 - 5   | Islande                                                                | FC Minsk Stadium, Minsk                          |                                                  |
| 17 h 00 HEC   |             | (0 - 3) | M. Viðarsdóttir 14e · Þorsteinsdóttir 24e 34e 54e · Brynjarsdóttir 86e | Spectateurs : 420 Arbitrage : Gordana Kuzmanović | Spectateurs : 420 Arbitrage : Gordana Kuzmanović |
| 17 h 00 HEC   | Rapport     |         |                                                                        | Spectateurs : 420 Arbitrage : Gordana Kuzmanović | Spectateurs : 420 Arbitrage : Gordana Kuzmanović |

|             | Slovénie                                                                                   | 8 - 1   | Macédoine du Nord | Lendava Sports Park, Lendava                       |                                                    |
| 19 h 00 HEC | Tibaut 6e 75e · Ivanuša 47e · Prašnikar 48e 81e · Kralj 60e · Kos 86e · Rogan 90+3e (pen.) | (1 - 0) | Jakovska 71e      | Spectateurs : 400 Arbitrage : Graziella Pirriatore | Spectateurs : 400 Arbitrage : Graziella Pirriatore |
| 19 h 00 HEC | Rapport                                                                                    |         |                   | Spectateurs : 400 Arbitrage : Graziella Pirriatore | Spectateurs : 400 Arbitrage : Graziella Pirriatore |

| 3 juin 2016 | Macédoine du Nord | 0 - 9   | Slovénie                                                                     | FFM Training Centre, Skopje                   |                                               |
| 17 h 30 HEC |                   | (0 - 6) | Eržen 2e 18e · Prašnikar 23e 57e · Zver 26e · Tibaut 29e 81e · Kralj 31e 88e | Spectateurs : 150 Arbitrage : Angelika Soeder | Spectateurs : 150 Arbitrage : Angelika Soeder |
| 17 h 30 HEC | Rapport           |         |                                                                              | Spectateurs : 150 Arbitrage : Angelika Soeder | Spectateurs : 150 Arbitrage : Angelika Soeder |

|             | Écosse  | 0 - 4   | Islande                                                                   | Falkirk Stadium, Falkirk                      |                                               |
| 20 h 00 HEC |         | (0 - 1) | Gísladóttir 10e · Þorsteinsdóttir 62e · Jónsdóttir 65e · Viðarsdóttir 69e | Spectateurs : 2,690 Arbitrage : Jana Adámková | Spectateurs : 2,690 Arbitrage : Jana Adámková |
| 20 h 00 HEC | Rapport |         |                                                                           | Spectateurs : 2,690 Arbitrage : Jana Adámková | Spectateurs : 2,690 Arbitrage : Jana Adámková |

| 7 juin 2016 | Biélorussie | 0 - 1   | Écosse   | FC Minsk Stadium, Minsk                         |                                                 |
| 17 h 00 HEC |             | (0 - 1) | Love 15e | Spectateurs : 450 Arbitrage : Marta Frias Acedo | Spectateurs : 450 Arbitrage : Marta Frias Acedo |
| 17 h 00 HEC | Rapport     |         |          | Spectateurs : 450 Arbitrage : Marta Frias Acedo | Spectateurs : 450 Arbitrage : Marta Frias Acedo |

|             | Islande | 8 - 0   | Macédoine du Nord | Laugardalsvöllur, Reykjavík                      |                                                  |
| 21 h 30 HEC | Friðriksdóttir 15e 50e · Þorsteinsdóttir 17e 34e 42e · Jensen 25e · Gunnarsdóttir 27e · Brynjarsdóttir 81e | (6 - 0) |                   | Spectateurs : 4,270 Arbitrage : Zuzana Valentová | Spectateurs : 4,270 Arbitrage : Zuzana Valentová |
| 21 h 30 HEC | Rapport |         |                   | Spectateurs : 4,270 Arbitrage : Zuzana Valentová | Spectateurs : 4,270 Arbitrage : Zuzana Valentová |

| 15 septembre 2016 | Biélorussie                                                                                    | 6 - 2   | Macédoine du Nord              | FC Minsk Stadium, Minsk                           |                                                   |
| 17 h 00 HEC       | Slesarchik 14e · Shcherbachenia 15e · Avkhimovich 17e · Linnik 28e · Urazaeva 52e · Shuppo 70e | (4 - 1) | Jakovska 23e · Krstanovska 55e | Spectateurs : 320 Arbitrage : Désirée Grundbacher | Spectateurs : 320 Arbitrage : Désirée Grundbacher |
| 17 h 00 HEC       | Rapport                                                                                        |         |                                | Spectateurs : 320 Arbitrage : Désirée Grundbacher | Spectateurs : 320 Arbitrage : Désirée Grundbacher |

| 16 septembre 2016 | Islande                                                   | 4 - 0   | Slovénie | Laugardalsvöllur, Reykjavík                   |                                               |
| 20 h 45 HEC       | Gísladóttir 11e · Brynjarsdóttir 21e 46e · Jónsdóttir 68e | (2 - 0) |          | Spectateurs : 6,037 Arbitrage : Olga Zadinová | Spectateurs : 6,037 Arbitrage : Olga Zadinová |
| 20 h 45 HEC       | Rapport                                                   |         |          | Spectateurs : 6,037 Arbitrage : Olga Zadinová | Spectateurs : 6,037 Arbitrage : Olga Zadinová |

| 20 septembre 2016 | Biélorussie        | 2 - 0   | Slovénie | FC Minsk Stadium, Minsk                     |                                             |
| 17 h 00 HEC       | Slesarchik 38e 84e | (1 - 0) |          | Spectateurs : 200 Arbitrage : Maria Marotta | Spectateurs : 200 Arbitrage : Maria Marotta |
| 17 h 00 HEC       | Rapport            |         |          | Spectateurs : 200 Arbitrage : Maria Marotta | Spectateurs : 200 Arbitrage : Maria Marotta |

|             | Islande            | 1 - 2   | Écosse                 | Laugardalsvöllur, Reykjavík                     |                                                 |
| 19 h 00 HEC | Friðriksdóttir 40e | (1 - 1) | J. Ross 25e 56e (pen.) | Spectateurs : 6,468 Arbitrage : Katalin Kulcsár | Spectateurs : 6,468 Arbitrage : Katalin Kulcsár |
| 19 h 00 HEC | Rapport            |         |                        | Spectateurs : 6,468 Arbitrage : Katalin Kulcsár | Spectateurs : 6,468 Arbitrage : Katalin Kulcsár |

## Meilleures buteuses
10 buts
- Harpa Þorsteinsdóttir
- Jane Ross

7 buts
- Dagný Brynjarsdóttir